# Морская дамба
«Морская дамба» (англ. Sea Wall) — драма театрального режиссёра Джорджа Перрина по сценарию британского драматурга Саймона Стивенса, с 2008 года исполняемая ирландским актёром Эндрю Скоттом. В 2012 году Стивенсом и Эндрю Портером была срежиссирована экранная версия этой постановки, выпущенная в виде короткометражного фильма и доступная для покупки и скачивания с сайта Sea Wall. На сайте Sea Wall к фильму добавлены субтитры на английском и русском языках.

## Синопсис
Молодой фотограф Алекс при помощи выразительного голоса, яркой мимики и жестов в течение получаса немного сумбурно, но невероятно эмоционально рассказывает зрителю преисполненную мрачного юмора историю трагической гибели его восьмилетней дочери Люси в результате несчастного случая во время семейного отдыха на побережье Франции.

## История
Sea Wall была впервые представлена британской аудитории в рамках фестиваля короткометражных спектаклей Broken Space Season, организованного лондонским театром «Буш» в 2008 году. Самостоятельный дебют постановки состоялся в театре Traverse на Эдинбургском Фриндже в 2009 году. Триумфальное выступление Скотта перед шотландскими зрителями было радушно встречено критиками ведущих печатных изданий.
Театральный критик Лин Гарднер в своём твиттере немедленно назвала Sea Wall «тридцатью минутами, которые вы запомните на всю оставшуюся жизнь», а в обзоре для The Guardian написала, как «нелегко смотрится этот пропитанный горем монолог человека, потерявшего всё: каждое слово оседает в ваших костях и источает там холод». Рецензент The Telegraph Доминик Кавендиш сравнил драму с «клубком сигаретного дыма, выдыхаемого в момент скорбной задумчивости», добавив, что «после соприкосновения с ним, определённо, на ваши глаза навернутся слёзы, и вы начнёте задыхаться». Обозреватель The Independent Элис Джонс заметила: «пустая сцена, и человек в джинсах, футболке и бейсбольных бутсах — это, оказывается, всё, что вам нужно для цепляющей и опустошительной театральной пьесы».
Идея экранизации Sea Wall, впервые прозвучавшая в 2011 году, с уверенностью обрела жизнь. Автор драмы Саймон Стивенс при поддержке своего дяди Эндрю Портера снял монолог Эндрю Скотта, в один дубль лишь с двумя монтажными склейками, в то время как звукооператор Стюарт Уиндл записал естественные шумы комнаты, не отвлекающие внимание зрителя, в отличие от фоновой музыки. В январе 2012 года Эндрю с помощью сервиса Tumblr обратился к своим поклонникам со словами: «Это действительно красивая история; потрясающе написанная и снятая невероятным Саймоном Стивенсом и спродюсированная Veracity Эндрю Портера. Мы очень гордимся ею и мы действительно надеемся, что она вам понравится».
Короткометражная киноверсия Sea Wall, с 15 января доступная для покупки за 3.50 £, чуть более чем за месяц была скачана 1800 раз. Летом 2013 года актёр в очередной раз вернулся к драме, исполнив её на сцене The Shed — временной сцене Королевского национального театра в Лондоне.